# Трикутник Герона
Геронів трикутник — трикутник, сторони і площа якого є цілими числами. Геронові трикутники названі на честь грецького математика Герона. Термін іноді розуміється дещо ширше і поширюється на трикутники, що мають раціональні сторони і площу.

## Властивості
Всі прямокутні трикутники, сторони яких утворюють піфагорові трійки, є героновими, оскільки сторони їх за визначенням цілочислені, а площа теж цілочислена, оскільки є половиною твори множення, один з яких обов'язково має парну довжину.

Трикутник зі сторонами c, e і b + d, і висотою a.

В якості прикладу геронова трикутника, який не має прямого кута, можна навести рівнобедрений трикутник зі сторонами 5, 5 і 6, площа якого дорівнює 12. Цей трикутник виходить шляхом об'єднання двох прямокутних трикутників зі сторонами 3, 4 і 5 уздовж сторони завдовжки 4. Цей підхід працює і в загальному випадку, як показано на малюнку справа. Береться піфагорова трійка (a, b, c), де c — найбільша сторона, потім інша трійка (a, d, e), в якій найбільшою стороною буде e, будуються трикутники за заданими довжинами сторін і об'єднуються вздовж сторони з довжиною a, одержуючи трикутник зі сторонами c, e і b + d і площею
{\displaystyle A={\frac {1}{2}}(b+d)a} (половина добутку основи на висоту).
Якщо a парна, то площа буде цілим числом. Менш очевидний випадок, коли a непарна, але і в цьому випадку A залишається цілим, оскільки сторони b і d повинні бути парними числами, а отже, і b+d буде парним теж.
Деякі геронові трикутники неможливо отримати об'єднанням прямокутних трикутників з цілочисельними сторонами методом, описаним вище. Так, наприклад, геронів трикутник зі сторонами 5, 29, 30 і площею 72 не можна отримати з двох піфагорових трикутників, оскільки жодна з його вершин не є цілим числом. Не можна також побудувати примітивний піфагорів трикутник з двох менших піфагорових трикутників. Такі геронові трикутники називаються нерозкладними. Однак, якщо дозволити піфагорові трійки з раціональними значеннями, відмовившись від цілочисленості, то розбиття на два прямокутних трикутника з раціональними сторонами завжди існує, оскільки всі висоти геронова трикутника є раціональними числами (оскільки висота дорівнює подвоєній площі, діленій на основу, і обидва ці числа є цілими). Так, геронів трикутник зі сторонами 5, 29, 30 можна отримати з раціональних піфагорових трикутників зі сторонами 7/5, 24/5, 5 і 143/5, 24/5, 29. Зауважимо, що раціональні піфагорові трійки є просто версіями цілочисельних піфагорових трійок, поділених на ціле число.

## Точна формула для геронових трикутників
Будь-який геронів трикутник має сторони, пропорційні значенням
{\displaystyle a=n(m^{2}+k^{2})}
{\displaystyle b=m(n^{2}+k^{2})}
{\displaystyle c=(m+n)(mn-k^{2})}
Півпериметр {\displaystyle =s=(a+b+c)/2=mn(m+n)}
Площа {\displaystyle =mnk(m+n)(mn-k^{2})}
Радіус вписаного кола {\displaystyle =k(mn-k^{2})}
{\displaystyle s-a=n(mn-k^{2})}
{\displaystyle s-b=m(mn-k^{2})}
{\displaystyle s-c=(m+n)k^{2}}
для цілих m, n і k, де
{\displaystyle \gcd {(m,n,k)}=1}
{\displaystyle mn>k^{2}\geq m^{2}n/(2m+n)}
{\displaystyle m\geq n\geq 1}.
Коефіцієнт пропорційності в загальному випадку є раціональним числом {\displaystyle {\frac {p}{q}}}, де {\displaystyle q=\gcd {(a,b,c)}} приводить отриманий геронів трикутник до примітивного, а {\displaystyle p} розтягує його до необхідних розмірів. Наприклад, взявши m = 36, n = 4 і k = 3, отримаємо трикутник зі сторонами a = 5220, b = 900 і c = 5400, який подібний геронову трикутнику 5, 29, 30, і коефіцієнт пропорційності має чисельник p = 1 і знаменник q = 180.
Оскільки площа правильного трикутника з раціональними сторонами є ірраціональним числом, ніякий рівносторонній трикутник не може бути героновим. Однак існує послідовність геронових трикутників, які «майже правильні», оскільки їх сторони мають вигляд n − 1, n, n + 1. Кілька перших прикладів цих майже рівносторонніх трикутників перераховані в таблиці нижче (послідовність A003500 з Онлайн енциклопедії послідовностей цілих чисел, OEIS).

## Приклади
Список примітивних цілочисельних геронових трикутників, відсортований по площі і, в разі рівності площ, по периметру.
«Примітивний» означає, що найбільший загальний дільник трьох довжин сторін дорівнює 1.
| Площа | Периметр | Довжина сторін | Довжина сторін | Довжина сторін | Довжина сторін |
| ----- | -------- | -------------- | -------------- | -------------- | -------------- |
| 6     | 12       | 5              | 4              | 3              |                |
| 12    | 16       | 6              | 5              | 5              |                |
| 12    | 18       | 8              | 5              | 5              |                |
| 24    | 32       | 15             | 13             | 4              |                |
| 30    | 30       | 13             | 12             | 5              |                |
| 36    | 36       | 17             | 10             | 9              |                |
| 36    | 54       | 26             | 25             | 3              |                |
| 42    | 42       | 20             | 15             | 7              |                |
| 60    | 36       | 13             | 13             | 10             |                |
| 60    | 40       | 17             | 15             | 8              |                |
| 60    | 50       | 24             | 13             | 13             |                |
| 60    | 60       | 29             | 25             | 6              |                |
| 66    | 44       | 20             | 13             | 11             |                |
| 72    | 64       | 30             | 29             | 5              |                |
| 84    | 42       | 15             | 14             | 13             |                |
| 84    | 48       | 21             | 17             | 10             |                |
| 84    | 56       | 25             | 24             | 7              |                |
| 84    | 72       | 35             | 29             | 8              |                |
| 90    | 54       | 25             | 17             | 12             |                |
| 90    | 108      | 53             | 51             | 4              |                |
| 114   | 76       | 37             | 20             | 19             |                |
| 120   | 50       | 17             | 17             | 16             |                |
| 120   | 64       | 30             | 17             | 17             |                |
| 120   | 80       | 39             | 25             | 16             |                |
| 126   | 54       | 21             | 20             | 13             |                |
| 126   | 84       | 41             | 28             | 15             |                |
| 126   | 108      | 52             | 51             | 5              |                |
| 132   | 66       | 30             | 25             | 11             |                |
| 156   | 78       | 37             | 26             | 15             |                |
| 156   | 104      | 51             | 40             | 13             |                |
| 168   | 64       | 25             | 25             | 14             |                |
| 168   | 84       | 39             | 35             | 10             |                |
| 168   | 98       | 48             | 25             | 25             |                |
| 180   | 80       | 37             | 30             | 13             |                |
| 180   | 90       | 41             | 40             | 9              |                |
| 198   | 132      | 65             | 55             | 12             |                |
| 204   | 68       | 26             | 25             | 17             |                |
| 210   | 70       | 29             | 21             | 20             |                |
| 210   | 70       | 28             | 25             | 17             |                |
| 210   | 84       | 39             | 28             | 17             |                |
| 210   | 84       | 37             | 35             | 12             |                |
| 210   | 140      | 68             | 65             | 7              |                |
| 210   | 300      | 149            | 148            | 3              |                |
| 216   | 162      | 80             | 73             | 9              |                |
| 234   | 108      | 52             | 41             | 15             |                |
| 240   | 90       | 40             | 37             | 13             |                |
| 252   | 84       | 35             | 34             | 15             |                |
| 252   | 98       | 45             | 40             | 13             |                |
| 252   | 144      | 70             | 65             | 9              |                |
| 264   | 96       | 44             | 37             | 15             |                |
| 264   | 132      | 65             | 34             | 33             |                |
| 270   | 108      | 52             | 29             | 27             |                |
| 288   | 162      | 80             | 65             | 17             |                |
| 300   | 150      | 74             | 51             | 25             |                |
| 300   | 250      | 123            | 122            | 5              |                |
| 306   | 108      | 51             | 37             | 20             |                |
| 330   | 100      | 44             | 39             | 17             |                |
| 330   | 110      | 52             | 33             | 25             |                |
| 330   | 132      | 61             | 60             | 11             |                |
| 330   | 220      | 109            | 100            | 11             |                |
| 336   | 98       | 41             | 40             | 17             |                |
| 336   | 112      | 53             | 35             | 24             |                |
| 336   | 128      | 61             | 52             | 15             |                |
| 336   | 392      | 195            | 193            | 4              |                |
| 360   | 90       | 36             | 29             | 25             |                |
| 360   | 100      | 41             | 41             | 18             |                |
| 360   | 162      | 80             | 41             | 41             |                |
| 390   | 156      | 75             | 68             | 13             |                |
| 396   | 176      | 87             | 55             | 34             |                |
| 396   | 198      | 97             | 90             | 11             |                |
| 396   | 242      | 120            | 109            | 13             |                |

## Порівнянні трикутники
Фігура називається порівняною, якщо площа дорівнює периметру. Є рівно п'ять порівнянних геронових трикутників — (5,12,13), (6,8,10), (6,25,29), (7,15,20) і (9,10,17)

## Майже рівносторонні геронові трикутники
Оскільки площа рівностороннього трикутника з раціональними сторонами є ірраціональним числом, жоден рівносторонній трикутник не є трикутником Герона. Однак послідовність рівнобедрених трикутників Герона, які є «майже рівносторонніми», можна сконструювати подвоєнням прямокутних трикутників, у яких гіпотенуза майже удвічі довша за один із катетів. Перші кілька прикладів цих майже рівносторонніх трикутників наведено в наступній таблиці (послідовність A102341 з Онлайн енциклопедії послідовностей цілих чисел, OEIS):
| Довжина сторони | Довжина сторони | Довжина сторони | Площа     |
| a               | b=a             | c               | Площа     |
| --------------- | --------------- | --------------- | --------- |
| 5               | 5               | 6               | 12        |
| 17              | 17              | 16              | 120       |
| 65              | 65              | 66              | 1848      |
| 241             | 241             | 240             | 25080     |
| 901             | 901             | 902             | 351780    |
| 3361            | 3361            | 3360            | 4890480   |
| 12545           | 12545           | 12546           | 68149872  |
| 46817           | 46817           | 46816           | 949077360 |

Існує унікальна послідовність трикутників Герона, які є «майже рівносторонніми», у яких три сторони мають вигляд n − 1, n, n + 1. Перші кілька прикладів цих майже рівносторонніх трикутників наведено в наступній таблиці (послідовність A003500 з Онлайн енциклопедії послідовностей цілих чисел, OEIS):
| Довжина сторони | Довжина сторони | Довжина сторони | Площа     | Радіус вписаного кола |
| n − 1           | n               | n + 1           | Площа     | Радіус вписаного кола |
| --------------- | --------------- | --------------- | --------- | --------------------- |
| 3               | 4               | 5               | 6         | 1                     |
| 13              | 14              | 15              | 84        | 4                     |
| 51              | 52              | 53              | 1170      | 15                    |
| 193             | 194             | 195             | 16296     | 56                    |
| 723             | 724             | 725             | 226974    | 209                   |
| 2701            | 2702            | 2703            | 3161340   | 780                   |
| 10083           | 10084           | 10085           | 44031786  | 2911                  |
| 37633           | 37634           | 37635           | 613283664 | 10864                 |

Наступне значення для n можна знайти, помноживши попереднє на 4, а потім віднявши значення, яке йому передує (52 = 4 × 14 − 4, 194 = 4 × 52 − 14, і т. д.). Таким чином,
{\displaystyle n_{t}=4n_{t-1}-n_{t-2}},
де t означає номер рядка в таблиці. Ця послідовність є послідовністю Люка. Можна також отримати цю послідовність за формулою {\displaystyle (2+{\sqrt {3}})^{t}+(2-{\sqrt {3}})^{t}} для всіх n. Якщо покласти A = площа, а y = радіус вписаного кола, то
{\displaystyle {\big (}(n-1)^{2}+n^{2}+(n+1)^{2}{\big )}^{2}-2{\big (}(n-1)^{4}+n^{4}+(n+1)^{4}{\big )}=(6ny)^{2}=(4A)^{2}},
де {n, y} є рішеннями рівняння n2 − 12y2 = 4. Невелика підстановка n = 2x дає відоме рівняння Пелля x2 − 3y2 = 1, рішення якого можна отримати з розкладання √3 в безперервний дріб.
Змінна n має вигляд {\displaystyle n={\sqrt {2+2k}}}, де k дорівнює 7, 97, 1351, 18817, …. Числа в цій послідовності мають властивість, що k послідовних цілих мають цілочисельне середньоквадратичне відхилення.